# Percina crypta
Percina crypta är en fiskart som beskrevs av Freeman, Freeman och Burkhead 2008. Percina crypta ingår i släktet Percina och familjen abborrfiskar. Inga underarter finns listade i Catalogue of Life.